# Stanhopea graveolens
A sapo-e-cobra (Stanhopea graveolens) é uma espécie de orquídea nativa da América tropical. Possui folhas elípticas e flores grandes, aromáticas, podendo ser alvas ou de cor "creme". Também é conhecida pelo nome de cabeça-de-boi.